# Ginosa
Ginosa é uma comuna italiana da região da Puglia, província de Taranto, com cerca de 22.099 habitantes. Estende-se por uma área de 187 km², tendo uma densidade populacional de 118 hab/km². Faz fronteira com Bernalda (MT), Castellaneta, Laterza, Matera (MT), Montescaglioso (MT).

## Demografia
| Variação demográfica do município entre 1861 e 2011                               |
|                                                                                   |
| Fonte: Istituto Nazionale di Statistica (ISTAT) - Elaboração gráfica da Wikipedia |